# Jakob Börjesson
Jakob Nils Göran Börjesson (* 1. Oktober 1976 in Mora) ist ein ehemaliger schwedischer Biathlet.
Börjesson lebt in Transtrand und startet für LIMA SKG Östersund. Der von Staffan Eklund, zuvor von Wolfgang Pichler trainierte Sportler betreibt seit 1993 Biathlon und gehört dem schwedischen Nationalkader seit 2000 an. Sein internationales Debüt gab er 2001 in Jericho bei den Militärweltmeisterschaften, wo er 40. im Sprint wurde. In Lahti gab er ein Jahr später sein Weltcup-Debüt. Im Sprint erreichte er einen 73. Platz, mit der Staffel wurde er Elfter. Seine größten Erfolge im Einzel erreichte er bei der nächsten Weltcupstation in Östersund. Nach einem 16. Platz im Einzel und einem 25. Platz im Sprint wurde er 13. in der Verfolgung. Saisonhöhepunkt wurde die erstmalige Teilnahme an Biathlon-Weltmeisterschaften in Chanty-Mansijsk. Hier wurde er im Einzel 42. und mit der Staffel Siebter. Seine größeren Erfolge hatte Börjesson auch weiterhin zumeist in der schwedischen Staffel. Zu Beginn der Saison 2003/04 wurde er mit Carl Johan Bergman, Mattias Nilsson und Björn Ferry in Kontiolahti Staffeldritter. Zum Ende der Saison trat Börjesson erneut bei Militärweltmeisterschaften an und wurde in seiner Heimat Östersund Neunter im Patrouillenlauf. Den größten Erfolg in seiner Karriere erreichte der Schwede bei den Olympischen Spielen 2006 in Turin. Hier verpasste er mit der schwedischen Staffel als Vierter nur knapp eine Medaille.
Zuletzt trat er in der Saison 2007/08 im Sprint in Pokljuka im Weltcup an. Dort wurde er 65. Sein letztes internationales Rennen war zwei Jahre später der Sprint von Idre, wo er 50. wurde.

## Biathlon-Weltcup-Platzierungen
Die Tabelle zeigt alle Platzierungen (je nach Austragungsjahr einschließlich Olympische Spiele und Weltmeisterschaften).
- 1.–3. Platz: Anzahl der Podiumsplatzierungen
- Top 10: Anzahl der Platzierungen unter den ersten zehn (einschließlich Podium)
- Punkteränge: Anzahl der Platzierungen innerhalb der Punkteränge (einschließlich Podium und Top 10)
- Starts: Anzahl gelaufener Rennen in der jeweiligen Disziplin

| Platzierung                      | Einzel | Sprint | Verfolgung | Massenstart | Staffel | Gesamt |
| -------------------------------- | ------ | ------ | ---------- | ----------- | ------- | ------ |
| 1. Platz                         |        |        |            |             |         |        |
| 2. Platz                         |        |        |            |             |         |        |
| 3. Platz                         |        |        |            |             | 1       | 1      |
| Top 10                           |        |        |            |             | 7       | 7      |
| Punkteränge                      | 1      | 2      | 1          |             | 8       | 12     |
| Starts                           | 10     | 27     | 6          |             | 8       | 51     |
| Stand: nach der Saison 2009/2010 |        |        |            |             |         |        |